# Eden Games
Eden Games SA (anteriormente conhecida como Eden Studios) é uma desenvolvedora de jogos eletrônicos francesa com sede em em Lyon, França, que se concentra principalmente no desenvolvimento de jogos eletrônicos de corrida.

## História
A empresa foi formada como um grupo de desenvolvimento dentro da subsidiária europeia da Infogrames, a Infogrames Multimedia, que desenvolveu o primeiro V-Rally para o PlayStation. Posteriormente, o estúdio seria renomeado como um estúdio separado, conhecido como Eden Studios, com a Infogrames detendo uma participação minoritária de 19,2%.
Em abril de 2002, a Infogrames adquiriu totalmente o Eden Studios. Durante esse período, a empresa continuaria desenvolvendo jogos de corrida como Test Drive Unlimited e sua sequência, Test Drive Unlimited 2, enquanto também expandiria seu ângulo para outros gêneros de jogos.
A Atari anunciou que, ao longo de abril de 2011, havia demitido mais de 51 dos 80 funcionários que trabalhavam no estúdio, levando a maioria dos funcionários a entrar em greve. Em abril de 2012, a desenvolvedora iniciou negociações como uma tentativa de se separar da Atari. Em 29 de janeiro de 2013, o estúdio entrou com pedido de liquidação judicial.
Em 31 de outubro de 2013, sob o incentivo de ex-funcionários e com o financiamento da ID Invest e da Monster Capital, a Eden Games reabriu como um estúdio independente de desenvolvimento de jogos, sem qualquer envolvimento da Atari. A empresa então lançou seu primeiro jogo, GT Spirit, na Apple TV em dezembro de 2015. O jogo foi logo seguido por Gear. Club e duas versões para Nintendo Switch - Gear. Club Unlimited e Gear. Club Unlimited 2 .
Em abril de 2022, a Eden Games foi adquirida pela empresa de jogos blockchain sediada em Hong Kong, a Animoca Brands. De acordo com a Animoca, a equipe Eden será integrada em seu negócio e trabalhará em jogos de corrida baseados em blockchain e contribuirá para os títulos existentes da Animoca construídos em torno de sua criptomoeda REVV.

## Jogos
| Ano               | Titulo                                    | Plataforma(s)                                                              |
| ----------------- | ----------------------------------------- | -------------------------------------------------------------------------- |
| Como Eden Studios |                                           |                                                                            |
| 1998              | V-Rally Edition '99                       | Nintendo 64                                                                |
| 1999              | V-Rally 2                                 | Dreamcast, Microsoft Windows, PlayStation                                  |
| 2000              | Need for Speed: Porsche Unleashed         | PlayStation                                                                |
| 2002              | V-Rally 3                                 | GameCube, Microsoft Windows, PlayStation 2, Xbox                           |
| Como Eden Games   |                                           |                                                                            |
| 2003              | Kya: Dark Lineage                         | PlayStation 2                                                              |
| 2004              | Titeuf: Méga compet'                      | Microsoft Windows, PlayStation 2                                           |
| 2006              | Test Drive Unlimited                      | Microsoft Windows, Xbox 360, PlayStation 2, PlayStation Portable           |
| 2008              | Alone in the Dark                         | Microsoft Windows, PlayStation 3, Xbox 360                                 |
| 2011              | Test Drive Unlimited 2                    | Microsoft Windows, PlayStation 3, Xbox 360                                 |
| 2015              | GT Spirit                                 | Apple TV                                                                   |
| 2016              | Gear.Club                                 | iOS, Android, Amazon Appstore                                              |
| 2017              | Gear.Club Unlimited                       | Nintendo Switch                                                            |
| 2018              | Gear.Club Unlimited 2                     | Nintendo Switch                                                            |
| 2018              | F1 Mobile Racing                          | iOS, Android                                                               |
| 2019              | Gear.Club Unlimited 2: Porsche Edition    | Nintendo Switch                                                            |
| 2020              | Gear.Club Unlimited 2: Tracks Edition     | Nintendo Switch                                                            |
| 2021              | Gear.Club Unlimited 2: Definitive Edition | Nintendo Switch                                                            |
| 2021              | Gear.Club Unlimited 2: Ultimate Edition   | PlayStation 4, Xbox One, PlayStation 5, Xbox Series X/S, Microsoft Windows |
| 2022              | Gear.Club Stradale                        | Apple Arcade                                                               |
| 2022              | Smurfs Kart                               | Nintendo Switch                                                            |